# Médaille Artis Bohemiae Amicis

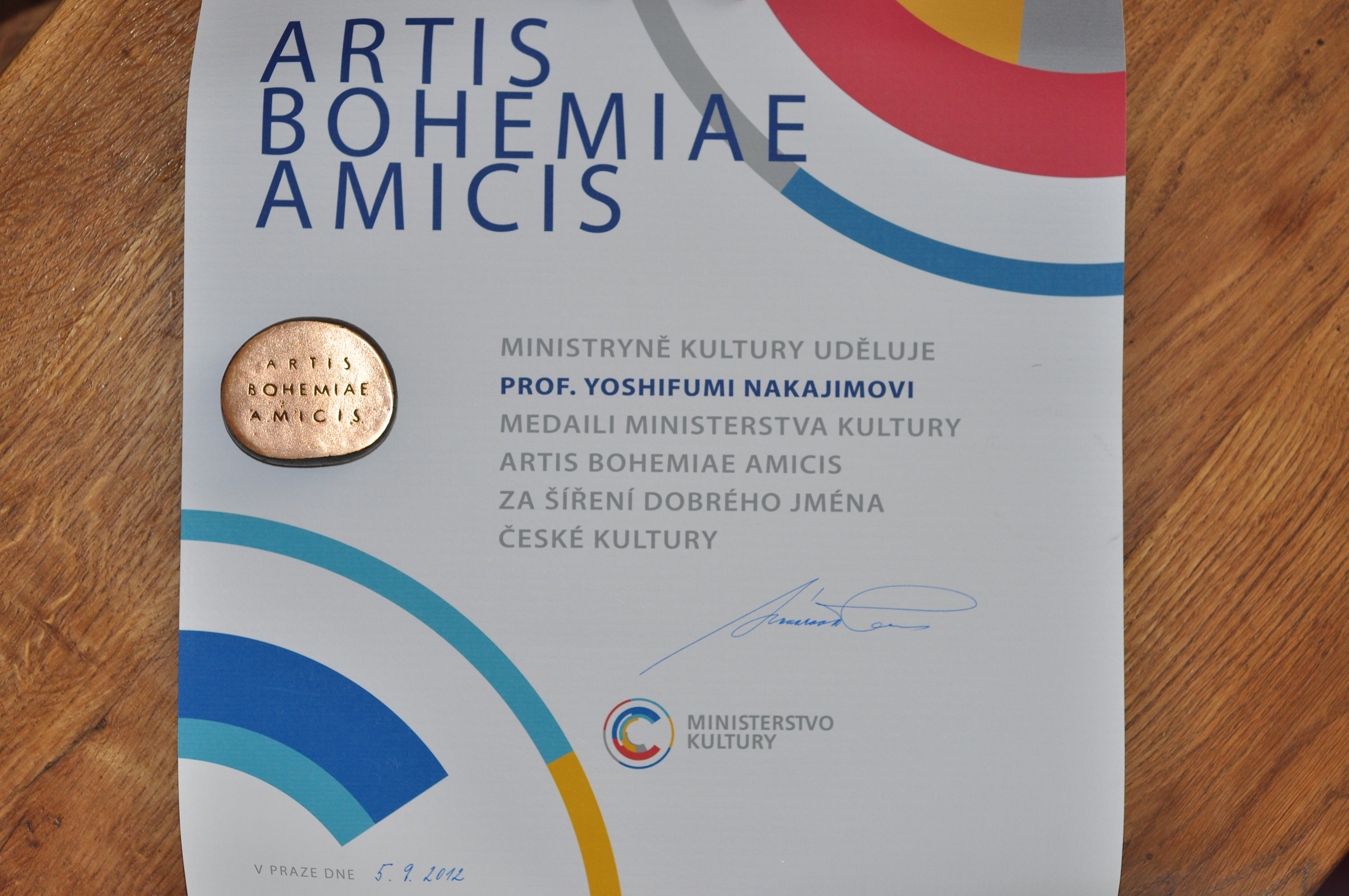

La médaille Artis Bohemiae Amicis est un prix tchèque attribué depuis 2000 par les  ministres de la Culture (cs). Le prix récompense les personnes importantes (physiques ou morales) qui contribuent à la diffusion de la bonne réputation de la culture tchèque dans le pays et à l'étranger.

## Lauréats
| Lauréats                                                   | Remarque    | Attribué                               |
| ---------------------------------------------------------- | ----------- | -------------------------------------- |
| Josef Svoboda                                              |             | 10 mai 2000                            |
| Mgr Marcela Klecketová                                     |             | 21 août 2000                           |
| Josep Vinyet i Estebanell (ca)                             |             | 18 août 2000                           |
| EURÓPA KONYVKIADÓ                                          |             | 14 octobre 2000                        |
| Pavel Krbálek                                              |             | 9 novembre 2000                        |
| Pavel Šmok                                                 |             | 18 novembre 2000                       |
| Jiří Kylián                                                |             | 21 décembre 2000                       |
| Julian Golak                                               |             | 15 mai 2001                            |
| Marian Dembiniok                                           |             | 15 mai 2001                            |
| prof. Jarmila Jandová, Ph.D.                               |             | 2001                                   |
| Karel Kosík                                                |             | 20 juin 2001                           |
| PhDr. Josef Jančář, CSc.                                   |             | 11 septembre 2001                      |
| Lubomír Kafka                                              | in memoriam | 6 novembre 2001                        |
| Jitka Švábová                                              |             | 8 novembre 2001                        |
| Antonín Marek Machourek                                    |             | 2001                                   |
| Herbert Lom                                                |             | 2001                                   |
| Otomar Krejča                                              |             | 22 novembre 2001                       |
| Ladislav Fialka                                            | in memoriam | 25 février 2002                        |
| akad. arch. Karel Černý                                    |             | 5 avril 2002                           |
| Národní české a slovenské muzeum a knihovna v Cedar Rapids |             | 11 mars 2002                           |
| Jiří Hanzelka                                              |             | 26 avril 2002                          |
| Miroslav Zikmund                                           |             | 26. dubna 2002                         |
| Viktor Fischl                                              |             | 30 mai 2002                            |
| Školský spolek Komenský                                    |             | 27 octobre 2002                        |
| Spolek KONTAKTFORUM                                        |             | 27 octobre 2002                        |
| Jiří Suchánek                                              |             | 21 mai 2002                            |
| Stanislav Horák                                            |             | 14 juin 2002                           |
| Jaroslav Zeman (de)                                        |             | 14 juin 2002                           |
| František Maňas                                            |             | 14 juin 2002                           |
| PhDr. Eva Davidová, CSc.                                   |             | 2002                                   |
| Mgr Jiřina Veselská                                        |             | 28 juin 2002                           |
| Zdeňka Jelínková                                           |             | 28 juin 2002                           |
| Dr. Janina Balsiene                                        |             | 28 octobre 2002                        |
| Spolek „Rakouská společnost“                               |             | 27 octobre 2002                        |
| Spolek „Menšinová rada“                                    |             | 27 octobre 2002                        |
| Spolek „Kulturní klub Čechů a Slováků v Rakousku“          |             | 27 octobre 2002                        |
| Spolek „Nová vlast“                                        |             | 27 octobre 2002                        |
| Jan Špáta                                                  |             | 25 octobre 2002                        |
| Dr Eva Zaoralová                                           |             | 29 novembre 2002                       |
| Olivier Poivre d'Arvor                                     |             | 31 janvier 2003                        |
| Marie-José Taube                                           |             | 31 janvier 2003                        |
| Guy Erismann                                               |             | 31 janvier 2003                        |
| Markéta Theinhardtová                                      |             | 31 janvier 2003                        |
| Isabelle de Montfumat                                      |             | 31 janvier 2003                        |
| Petr Král                                                  |             | 31 janvier 2003                        |
| Olga Kubelková Poivre d'Arvor                              |             | 31 janvier 2003                        |
| Zdenka Procházková-Hartmann                                |             | 25 mai 2003                            |
| Dr Christa Rothmeier                                       |             | 25 mai 2003                            |
| Roy Y.Y. WU                                                |             | 15 juillet 2003                        |
| Jaroslav Špaček                                            |             | 3 novembre 2003                        |
| prof. Věra Bořkovcová                                      |             | 11 septembre 2003                      |
| Zoran Kamarita                                             |             | 9 octobre 2003                         |
| PhDr. Zdeněk Mahler                                        |             | 2 décembre 2003                        |
| Alexand Kliment                                            |             | 30 janvier 2004                        |
| Jean Grosu                                                 |             | 15 mars 2004                           |
| Irena Sedlecká                                             |             | 14 février 2004                        |
| Hana Pravdová                                              |             | 14 février 2004                        |
| David Short                                                |             | 14 février 2004                        |
| Antonin Liehm                                              |             | 19 mars 2004                           |
| Oldřich Holubář                                            |             | 27 mars 2004                           |
| Dubravka Dorotić                                           |             | 5 avril 2004                           |
| Jiří Pinkas                                                |             | 8 mai 2004                             |
| Ing. Vítězslav Koukal, CSc.                                |             | 20 septembre 2004                      |
| doc. PhDr. Ludvík Kunz, CSc.                               |             | 30 juin 2004                           |
| akad. sochař Vladimír Preclík                              |             | 21 mai 2004                            |
| Pavel Kohout                                               |             | 7 novembre 2004                        |
| PhDr. Shimako Murai                                        |             | 13 novembre 2004                       |
| Václav Hybš                                                |             | 3 juin 2005                            |
| prof. Alexandar Ilič                                       |             | 14 avril 2005                          |
| Klára Körtvélyessy                                         |             | 31 mars 2005                           |
| Zsuzsanna V. Detre                                         |             | 31 mars 2005                           |
| prof. Larisa Pavlovna Solncevová                           |             | 14 septembre 2005                      |
| Otto Sagner                                                |             | 4 mai 2005                             |
| doc. PhDr. Vladimír Justl, CSc.                            |             | 24 mai 2005                            |
| Kihachirō Kawamoto                                         |             | 7 juillet 2005                         |
| Alexis Juan                                                |             | 11 septembre 2005                      |
| Vŭtʹo Rakovski (bg) (Вътьо Раковски) (Bulgarie)            |             | 28 octobre 2005                        |
| François Avril                                             |             | octobre 2005                           |
| prof. Dr Helmut Köser                                      |             | octobre 2005                           |
| Bohemia klub (Bulharsko)                                   |             | printemps 2006                         |
| Jan Saudek                                                 |             | 25 mai 2006                            |
| Vladimír Körner                                            |             | 25 mai 2006                            |
| Michael Klimesh                                            |             | 19 juin 2006                           |
| Jožka Černý                                                |             | 31 août 2006                           |
| Arnošt Lustig                                              |             | 20 décembre 2006                       |
| Janis Kranstinš                                            |             | 2 mai 2007                             |
| Vojtěch Jasný                                              |             | 14 juin 2007                           |
| Peter Rath                                                 |             | 13 décembre 2007                       |
| Jitka Válová                                               |             | 11 décembre 2007                       |
| Zora Šemberová                                             |             | 13 mars 2008                           |
| prof. Jiří Stárek                                          |             | 15 avril 2008                          |
| Juan Eduard Fleming                                        |             | 22 avril 2008                          |
| Ivan Passer                                                |             | 21 juin 2008                           |
| Jiří Krejčík                                               |             | 26 juin 2008                           |
| Jarmila Karas                                              |             | 4 novembre 2008                        |
| Ivo Váňa Psota                                             | in memoriam | 18 décembre 2008                       |
| Martin Turnovský                                           |             | 29 septembre 2008                      |
| Vladimir Ashkenazy                                         |             | 24 août 2009                           |
| Laurent Goutard                                            |             | 10 septembre 2009                      |
| Dr Hideo Sekine                                            |             | 23 novembre 2009                       |
| Serge Baudo                                                |             | 28 octobre 2009                        |
| Ladislav Ballek                                            |             | 26 octobre 2009                        |
| Ján Figeľ                                                  |             | 26 octobre 2009                        |
| Lubomír Lipský                                             |             | 26 octobre 2009                        |
| Emília Vášáryová                                           |             | 26 octobre 2009                        |
| Nina Šulgina                                               |             | 2 décembre 2009                        |
| Oleg Malevič                                               |             | 2 décembre 2009                        |
| Gabriel Silagi                                             |             | 13 avril 2010                          |
| František Dvořák (cs)                                      |             | 13 avril 2010                          |
| Charles Mackerras                                          |             | 27 avril 2010                          |
| Josef Koudelka                                             |             | 18 mai 2010                            |
| Ivo Veliký                                                 |             | 22 mai 2010                            |
| Garrick Ohlson                                             |             | 29 mai 2010                            |
| Graham Melvile-Mason                                       |             | 29 mai 2010                            |
| Vladimír Terš                                              |             | 23 août 2010                           |
| Alice Sommer Herz                                          |             | 28 novembre 2010                       |
| Miroslav Košler                                            |             | 21 décembre 2010                       |
| Giuseppe Dierna                                            |             | 2010, předal ZÚ                        |
| Milan Nápravník                                            |             | 2010, vrácena                          |
| Soňa Červená                                               |             | 6 janvier 2011                         |
| Věra Linhartová                                            |             | 20 janvier 2011                        |
| Otakar Vávra                                               |             | 28 février 2011                        |
| Jiřina Jirásková                                           |             | 2 mars 2011                            |
| Jiří Srnec                                                 |             | 3 mars 2011                            |
| Meda Mládková                                              |             | 13 mars 2011                           |
| Olbram Zoubek                                              |             | 16 avril 2011                          |
| Jiřina Bohdalová                                           |             | 3 mai 2011                             |
| Květa Fialová                                              |             | 31 août 2011                           |
| Vladimír Drápal                                            |             | 9 mai 2011                             |
| Jiří Stránský                                              |             | 10 octobre 2011                        |
| Jiří Anderle                                               |             | 13 octobre 2011                        |
| Jaromír Hnilička                                           |             | 28 février 2012                        |
| Vladimír Hobrlant                                          |             | 26 avril 2012                          |
| Petr Sís                                                   |             | 15 mai 2012                            |
| Prof. Yoshifumi Nakajima                                   |             | 5 septembre 2012                       |
| Libuše Černá                                               |             | 24 septembre 2012                      |
| Festival international du film de Busan                    |             | 22 janvier 2013                        |
| Yasuo Nakato                                               |             | 7 mars 2013                            |
| Prof. Pavel Zatloukal                                      |             | 2 avril 2013                           |
| Věra Blažková                                              |             | 12 avril 2013                          |
| Mgr Michal Beneš, CSc.                                     |             | 25 avril 2013                          |
| Jiří Chvála                                                |             | 9 mai 2013                             |
| Přátelský klub Bohemia                                     |             | 2013, předal ZÚ                        |
| Henri Bonneti                                              |             | 23 mai 2013                            |
| Jiří Menzel                                                |             | 23 mai 2013                            |
| Agnes Husslein – Arco                                      |             | 2013, předal ZÚ                        |
| Margaret Parsons                                           |             | 6 juin 2013                            |
| Saša Machov                                                | in memoriam | 3 juillet 2013                         |
| Jan Kubíček                                                |             | 13 août 2013                           |
| Dietmar Grieser                                            |             | 2013, předal ZÚ 13 mars 2014           |
| Prof. PhDr. Miloš Stehlík                                  |             | 25 novembre 2013                       |
| prof. Kyoko Sagisaka                                       |             | 24 février 2014                        |
| Robert Wilson                                              |             | 30 avril 2014                          |
| PhDr. Karel Šprunk                                         |             | 30 mai 2014                            |
| Krystyna Krauze                                            |             | 30 juin 2014                           |
| doc. PhDr. Jiří Šetlík                                     |             | 10 novembre 2014                       |
| Ennio Morricone                                            |             | 12 février 2015                        |
| Jiří Malík                                                 |             | 20 avril 2015                          |
| Daisy Mrázková                                             |             | 20 octobre 2015                        |
| Ing. Adolf Rázek                                           |             | 4 novembre 2015                        |
| Helena Aeschbacher-Sinecká                                 |             | 5 novembre 2015, předal ZÚ 12 novembre |
| Karel Klostera                                             |             | 23 décembre 2015                       |
| Jiří Bělohlávek                                            |             | 13 février 2016                        |
| Jan Galuška                                                |             | 18 février 2016                        |
| Jiří Langer (cs)                                           |             | 4 décembre 2016                        |